# ديان هيذرينغتون
ديان هيذرينغتون هي مغنية وممثلة كندية، ولدت في 14 مايو 1948، وتوفيت في 22 أكتوبر 1996 بتورونتو في كندا.

## أعمال

### أفلام
- (1988) كوكتيل

## وصلات خارجية
- ديان هيذرينغتون على موقع IMDb (الإنجليزية)
- ديان هيذرينغتون على موقع ميوزك برينز (الإنجليزية)
- ديان هيذرينغتون على موقع أول ميوزيك (الإنجليزية)
- ديان هيذرينغتون على موقع ديسكوغز (الإنجليزية)
- ديان هيذرينغتون على موقع قاعدة بيانات الفيلم (الإنجليزية)